# Fiat lux

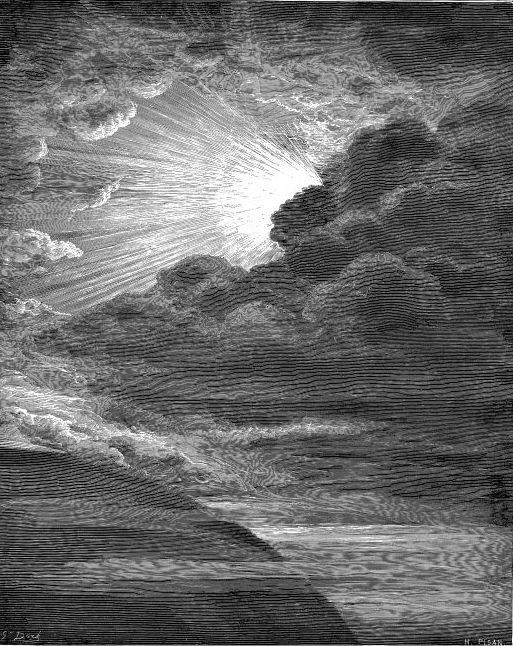
"A Criação da Luz", de Gustave Doré, tal como descrito em Gênesis

Fiat lux é um trecho de uma expressão em língua latina traduzida frequentemente como "faça-se luz" ou "que haja luz", remetendo à passagem bíblica da criação divina da luz descrita em Gênesis 1:3 (dixitque Deus fiat lux et facta est lux).